# Ryan Pearson
Pour les articles homonymes, voir Ryan et Pearson.
Ryan Pearson, né le 27 février 1990 à Far Rockaway, Queens, est un joueur américain de basket-ball. Il évolue aux postes d'ailier fort et d'ailier.

## Biographie

### Carrière universitaire
Il passe ses quatre années universitaires à l'université George Mason où il joue pour les Patriots entre 2008 et 2012.

### Carrière professionnelle
Le 28 juin 2012, lors de la draft 2012 de la NBA, automatiquement éligible, il n'est pas sélectionné.
En juillet 2012, il signe son premier contrat professionnel en Ukraine au BC Hoverla (en).
Le 30 juillet 2013, il signe en Israël au Maccabi Ashdod. Le 25 décembre 2013, il quitte le club israélien après l'arrivée de R. T. Guinn. Le lendemain, il signe en Belgique au Port of Antwerp Giants.
Le 11 avril 2014, il re-signe avec le club belge pour la saison 2014-2015.
Le 3 novembre 2015, il signe en Hongrie à l'Alba Fehérvár.
Le 8 août 2016, il signe en France au Mans qui évolue en première division en 2016-2017. Cette signature est pour lui signe d'une grosse progression dans sa carrière et d'une belle opportunité. Il est élu MVP de la 2e journée du championnat en réalisant un match à 27 points à 8/14 aux tirs, 13 rebonds et 2 passes décisives pour 34 d’évaluation en 37 minutes dans la victoire des siens 92 à 78 contre Pau-Lacq-Orthez.
Le 8 août 2017, il signe à Dijon.

## Statistiques

### Universitaires
| Saison    | Équipe       | Matchs | Titul. | Min./m | % Tir | % 3pts | % LF | Rbds/m. | Pass/m. | Int/m. | Ctr/m. | Pts/m. |
| --------- | ------------ | ------ | ------ | ------ | ----- | ------ | ---- | ------- | ------- | ------ | ------ | ------ |
| 2008-2009 | George Mason | 32     | 1      | 17,1   | 48,8  | 0,0    | 64,3 | 3,59    | 0,72    | 0,56   | 0,25   | 7,03   |
| 2009-2010 | George Mason | 30     | 28     | 28,4   | 45,7  | 28,6   | 65,4 | 6,37    | 1,20    | 1,13   | 0,50   | 11,90  |
| 2010-2011 | George Mason | 34     | 33     | 30,3   | 51,1  | 40,0   | 70,8 | 6,74    | 1,18    | 0,94   | 0,59   | 14,18  |
| 2011-2012 | George Mason | 33     | 33     | 30,6   | 50,2  | 35,0   | 72,5 | 8,21    | 1,76    | 1,30   | 0,45   | 17,03  |
| Total     |              | 129    | 95     | 26,7   | 49,2  | 34,3   | 69,1 | 6,25    | 1,22    | 0,98   | 0,45   | 12,60  |

### Professionnelles

#### En Europe
| Saison    | Équipe                        | Matchs | Titul. | Min./m | % Tir | % 3pts | % LF | Rbds/m. | Pass/m. | Int/m. | Ctr/m. | Pts/m. |
| --------- | ----------------------------- | ------ | ------ | ------ | ----- | ------ | ---- | ------- | ------- | ------ | ------ | ------ |
| 2012-2013 | BC Hoverla (en) (Superleague) | 44     | 22     | 29,4   | 49,0  | 22,5   | 73,1 | 6,64    | 1,84    | 0,86   | 0,34   | 15,64  |
| 2013-2014 | Maccabi Ashdod (BSL)          | 9      | 5      | 26,1   | 46,7  | 42,9   | 71,7 | 6,67    | 1,78    | 0,89   | 0,11   | 11,78  |
| 2013-2014 | Port of Antwerp Giants (BSL)  | 29     | 22     | 27,5   | 55,5  | 36,2   | 75,4 | 6,07    | 1,17    | 1,28   | 0,17   | 15,83  |
| 2014-2015 | Port of Antwerp Giants (BSL)  | 20     | 19     | 30,8   | 48,0  | 32,1   | 70,1 | 6,70    | 2,25    | 1,25   | 0,40   | 17,75  |
| 2015-2016 | Alba Fehérvár (NBIA)          | 34     | 30     | 26,9   | 56,6  | 28,6   | 67,6 | 5,50    | 1,85    | 1,53   | 0,12   | 14,12  |
| 2016-2017 | Le Mans (Pro A)               | 6      | 6      | 28,2   | 46,9  | 61,5   | 81,8 | 6,50    | 1,50    | 1,50   | 0,00   | 12,00  |

Mise à jour le 5 novembre 2016

## Palmarès et distinctions

### Palmarès
- Joueur de l'année de la Colonial Athletic Association (2012)
- AP Honorable mention All-American (2012)
- First team All-CAA (2012)

### Distinctions personnelles
- 2 fois joueur de la semaine en championnat de Belgique[10].